# Sociedad sin clases
En la concepción marxista (tanto la comunista como la socialista) y anarquista se propone una sociedad no dividida en clases sociales.
La sociedad sin clases sería la culminación y el final de la lucha de clases, después que el proletariado, la clase más oprimida, se haya emancipado gracias a la revolución proletaria, desplazando a la burguesía. Una vez que la propiedad capitalista haya sido suprimida, los antagonismos entre las clases desaparecerían, dejando lugar a una sociedad sin clases, y por consecuencia sin Estado, ya que según el marxismo, la estructura estatal es el instrumento de explotación de una clase sobre otra.